# Guverner Regije glavnoga grada Bruxellesa
Guverner Regije glavnoga grada Bruxellesa (francuski: Gouverneur de Bruxelles-Capitale, nizozemski: Gouverneur van Brussel-Hoofdstad) osoba je zadužena za provođenje zakona u vezi javnog poretka u Regiji glavnoga grada Bruxellesa. Ovlasti guvernera su zapravo vrlo ograničene.
Funkcija guvernera Regije glavnoga grada Bruxellesa nije ista što i funkcija Ministra predsjednik Regije glavnog grada Bruxellesa ili funkcija gradonačelnika grada Bruxellesa, koji je jedan od 19 općina unutar Briselske regije.

## Popis guvernera
- André Degroeve (1. siječnja 1995. – 30. travnja 1998.)
- Raymonde Dury (svibanj 1998. – 13. studenoga 1998.)
- Véronique Paulus de Châtelet (22. prosinca 1998. – 1. siječnja 2009.)
- Hugo Nys, v. d. (1. siječnja 2009. – listopad 2010.)
- Jean Clément, v. d. (listopad 2010. – trenutačno)

## Vanjske poveznice
- (fr.)(nizoz.)Službena stranica  Arhivirana inačica izvorne stranice od 26. lipnja 2014. (Wayback Machine)